# إيمانول إرفيتي
إيمانول إرفيتي (بالإسبانية: Imanol Erviti) (و. 1983  م) هو دراج إسباني، ولد في بنبلونة، شارك في طواف إسبانيا، وشارك في طواف إسبانيا 2013، وشارك في طواف إسبانيا 2014، وشارك في ركوب الدراجات في الألعاب الأولمبية الصيفية 2016، وشارك في سباق طواف فرنسا 2017، وشارك في طواف فرنسا 2018، وشارك في سباق طواف فرنسا 2010، وشارك في سباق طواف فرنسا 2012، وشارك في طواف فرنسا، وشارك في سباق طواف فرنسا 2011، وشارك في سباق طواف فرنسا 2014، وشارك في سباق طواف فرنسا 2013، وشارك في طواف فرنسا 2019.

## روابط خارجية
- إيمانول إرفيتي على موقع الاتحاد الدولي للدراجات (الإنجليزية)
- إيمانول إرفيتي على موقع أرشيف الدراجات (الإنجليزية)
- إيمانول إرفيتي على موقع إحصائيات الدراجات الإحترافية (الإنجليزية)
- إيمانول إرفيتي على موقع نسبة الدراجات (الإنجليزية)
- إيمانول إرفيتي على موقع CycleBase (الإنجليزية)
- إيمانول إرفيتي على موقع أوليمبيديا (الإنجليزية)
- إيمانول إرفيتي على موقع AS.com (الإسبانية)